# Plutée
Pluteus
Pour les articles homonymes, voir Pluteus.
Genre
Synonymes
- Hyporrhodius (Fr.) Staude[1]
- Rhodosporus J. Schröt.[1]

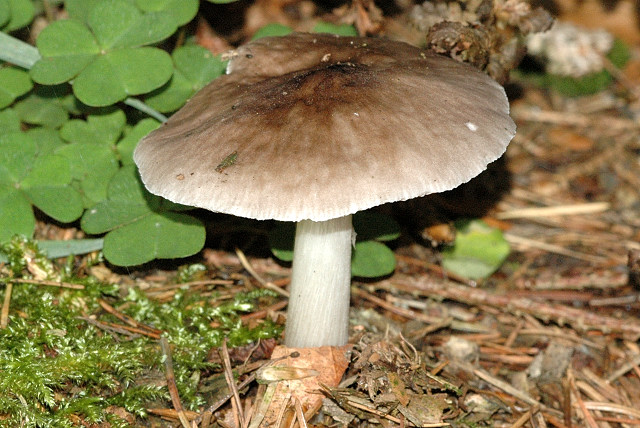
Pluteus brunneoradiatus, Belgique

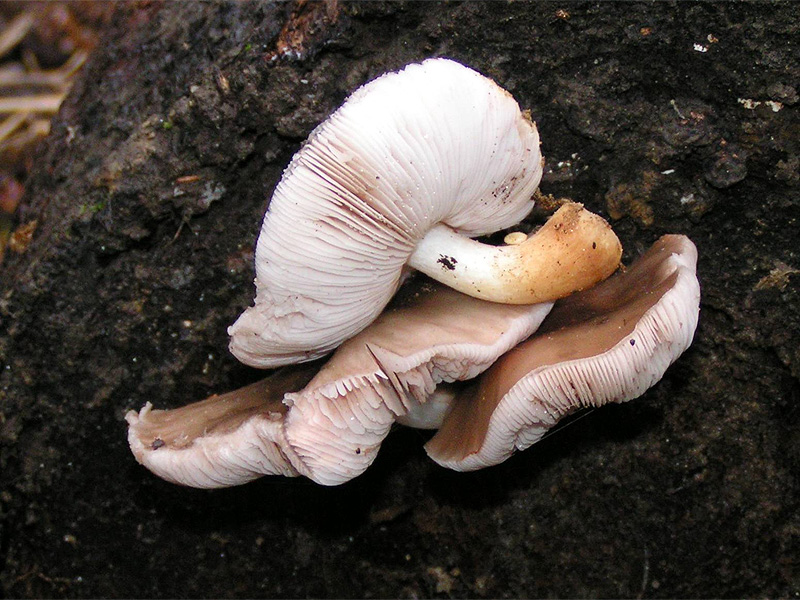
Pluteus cervinus, Freising, Allemagne

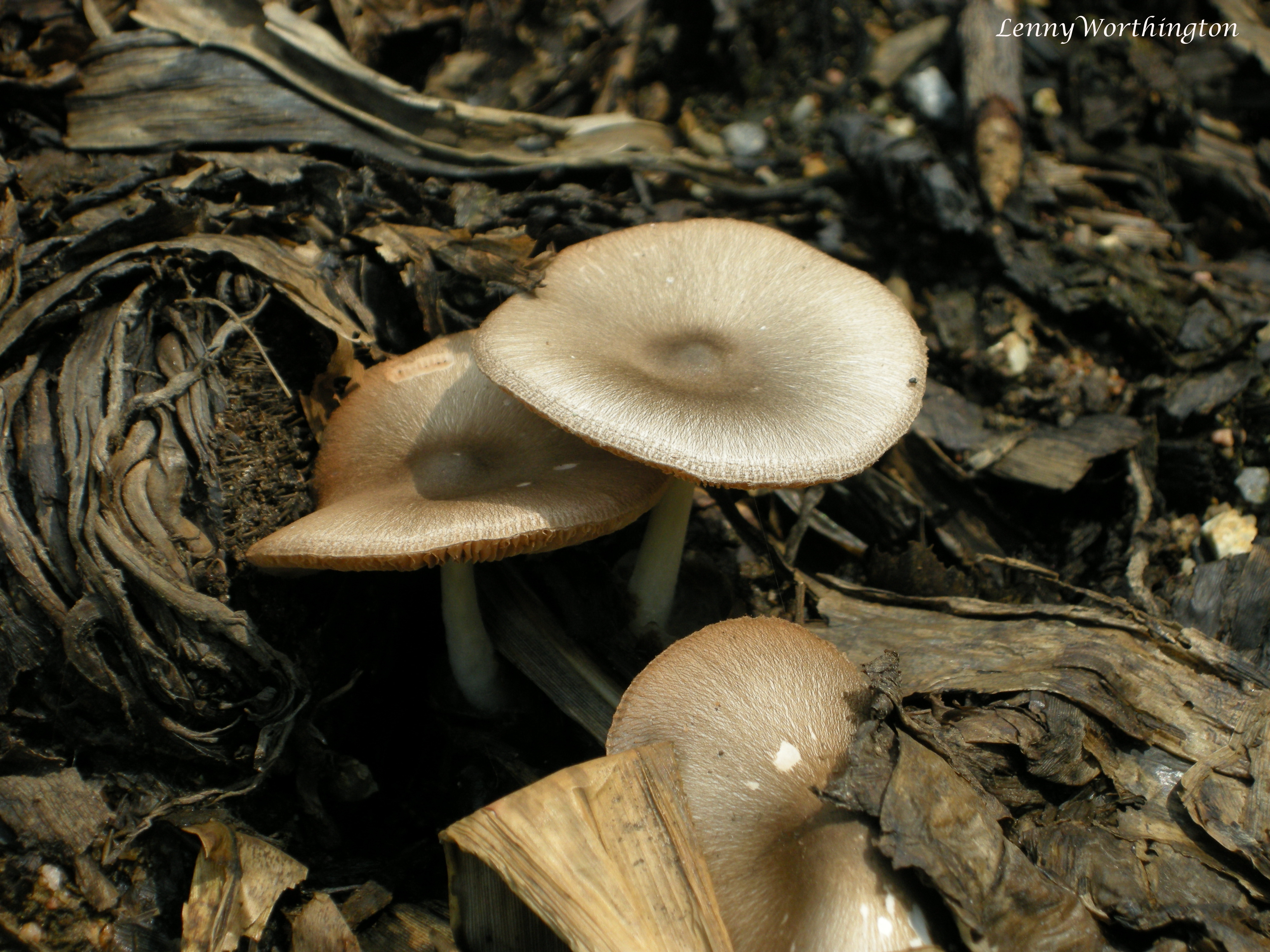
Pluteus sp., parc national de Khao Yai, Thaïlande

Les Plutées sont un genre (Pluteus) de champignons basidiomycètes de la famille des Pluteaceae. Le genre comporte une cinquantaine d'espèces.

## Classification phylogénétique
- Agaricales
  -  Clade II Pluteoïde
    - Limnoperdonaceae
    - Pluteaceae
      - 
        - Melanoleuca
          - Volvariella
            - Pluteus
              - Pluteus atromarginatus
                - Pluteus romelii
                  - Pluteus petasatus

      - Amanitaceae

## Liste des espèces
Selon Index Fungorum (24 avril 2020) :
- Pluteus abnormalis Velen. 1947
- Pluteus acceptus Herp. 1912
- Pluteus admirabilis (Peck) Peck 1885
- Pluteus aeolus (Berk. & Broome) Sacc. 1887
- Pluteus aestivus Velen. 1921
- Pluteus aethalus (Berk. & M.A. Curtis) Sacc. 1887
- Pluteus affinis Velen. 1921
- Pluteus aglaeotheles (Berk. & Broome) Sacc. 1887
- Pluteus agriensis Singer 1978
- Pluteus alachuanus Murrill 1945
- Pluteus albidus Beeli 1928
- Pluteus albidus Pegler 1977
- Pluteus albineus Bonnard 2001
- Pluteus albolineatus (Berk. & Broome) Sacc. 1887
- Pluteus alborubellus (Mont.) Pat. 1899
- Pluteus albostipitatus (Dennis) Singer 1959
- Pluteus albotomentosus E.F. Malysheva & Malysheva 2014
- Pluteus alniphilus Deparis 2003
- Pluteus alveolatus Cragin 1885
- Pluteus amazonicus Singer 1989
- Pluteus americanus (P. Banerjee & Sundb.) Justo, E.F. Malysheva & Minnis 2014
- Pluteus amphicystis Singer 1959
- Pluteus angustisporus Singer 1959
- Pluteus anomocystidiatus Menolli & de Meijer 2014
- Pluteus aporpus Singer 1954
- Pluteus aquosus Singer 1956
- Pluteus arenulosus (Berk. & M.A. Curtis) Sacc. 1887
- Pluteus argenteogriseus Rea 1916
- Pluteus argentinensis Singer 1959
- Pluteus argentinus Speg. 1898
- Pluteus argilophyllus (Berk. & Broome) Pegler 1977
- Pluteus aromaticus Henn. & E. Nyman 1899
- Pluteus atroavellaneus Murrill 1917
- Pluteus atrofibrillosus Vellinga & Justo 2014
- Pluteus atrofuscus Hongo 1963
- Pluteus atromarginatus (Konrad) Kühner 1935
- Pluteus atropungens A.H. Sm. & Bartelli 1965
- Pluteus aurantiacus Murrill 1917
- Pluteus aurantiopustulatus E. Horak 1977
- Pluteus aurantiorugosus (Trog) Sacc. 1896
- Pluteus aurantipes Minnis, Sundb. & Nelsen 2006
- Pluteus aureovenatus Menolli & Capelari 2009
- Pluteus avellaneus Murrill 1917
- Pluteus balanatus (Berk. & Broome) Sacc. 1887
- Pluteus beniensis Singer 1959
- Pluteus betulinus (Velen.) Noordel. 1979
- Pluteus bii Minnis & Sundb. 2008
- Pluteus bizioi Ferisin, Dovana & Justo 2019
- Pluteus bogoriensis Henn. & E. Nyman 1899
- Pluteus bressollensis Eyssart., Ducousso & Buyck 2009
- Pluteus bruchii (Speg.) Singer 1951
- Pluteus brunneidiscus Murrill 1917
- Pluteus brunneisucus Pegler 1966
- Pluteus brunneoater Wichanský 1966
- Pluteus brunneocrinitus Menolli, Justo & Capelari 2015
- Pluteus brunneoferruginosus Herp. 1912
- Pluteus brunneoolivaceus E. Horak 1964
- Pluteus brunneopictus (Berk. & Broome) Sacc. 1887
- Pluteus brunneopunctus E. Horak 1964
- Pluteus brunneoradiatus Bonnard 1987
- Pluteus brunneosquamulosus C.K. Pradeep & K.B. Vrinda 2012
- Pluteus bulbigerus E. Horak 1964
- Pluteus bulbipes Henn. 1901
- Pluteus bulbosus S. Imai 1938
- Pluteus burserae Singer 1959
- Pluteus caeruleovirescens Pilát 1951
- Pluteus caldariorum (Henn.) Sacc. & P. Syd. 1902
- Pluteus californicus McClatchie 1897
- Pluteus calvitiostipus M. Kaur & Yadw. Singh 2014
- Pluteus campanulatus Murrill 1917
- Pluteus candidus Pat. 1886
- Pluteus carneipes Kühner 1950
- Pluteus carneobrunneolus E. Horak 1964
- Pluteus carpineti Sosin 1960
- Pluteus castroae Justo & E.F. Malysheva 2011
- Pluteus cebolinhae Menolli, Justo & Capelari 2015
- Pluteus cervinus (Schaeff.) P. Kumm. 1871
- Pluteus chrysaegis (Berk. & Broome) Petch 1912
- Pluteus chrysophaeus (Schaeff.) Quél. 1872
- Pluteus chrysophlebius (Berk. & M.A. Curtis) Sacc. 1887
- Pluteus chrysoprasius (Berk.) Sacc. 1887
- Pluteus chusqueae (E. Horak) Menolli 2014
- Pluteus chusqueicola E. Horak 1964
- Pluteus cinerascens P. Banerjee & Sundb. 1993
- Pluteus cinerellus Singer 1956
- Pluteus cinereofuscus J.E. Lange 1917
- Pluteus circumscissus Singer 1959
- Pluteus citrinocarnescens Henn. 1901
- Pluteus citrinus Murrill 1941
- Pluteus combustorum Velen. 1929
- Pluteus compressipes Murrill 1917
- Pluteus concentricus E. Horak 2008
- Pluteus congolensis Beeli 1928
- Pluteus conizatus (Berk. & Broome) Sacc. 1887
- Pluteus crassocystidiatus Menolli & de Meijer 2014
- Pluteus creatophyllus Schulzer 1877
- Pluteus crenulatus Justo, Battistin & Angelini 2012
- Pluteus crinitus Menolli & Capelari 2015
- Pluteus cristatulus Rick 1938
- Pluteus cubensis (Murrill) Dennis 1953
- Pluteus curtus P. Karst. 1895
- Pluteus cuspidatus Sacc. 1887
- Pluteus cutefractus Ferisin, Dovana & Justo 2019
- Pluteus cutefractus Ferisin, Dovana & Justo 2020
- Pluteus daidoi S. Ito & S. Imai 1940
- Pluteus deceptivus Minnis & Sundb. 2010
- Pluteus decoloratus E. Horak 2008
- Pluteus defibulatus Singer 1952
- Pluteus delicatulus C.K. Pradeep & K.B. Vrinda 2006
- Pluteus deliquescens Murrill 1917
- Pluteus dennisii Singer 1989
- Pluteus densifibrillosus Menolli & Capelari 2010
- Pluteus dianae Pilát 1968
- Pluteus diettrichii Bres. 1905
- Pluteus diptychocystis Singer 1954
- Pluteus diverticulatus Corriol 2004
- Pluteus dominicanus Singer 1962
- Pluteus drepanophyllus Kalchbr. 1875
- Pluteus ealaensis Beeli 1928
- Pluteus earlei Murrill 1911
- Pluteus elaphinus Justo 2014
- Pluteus eliae Singer 1959
- Pluteus eludens E.F. Malysheva, Minnis & Justo 2011
- Pluteus elvaniae F. Wartchow 2018
- Pluteus eos Justo & E.F. Malysheva 2014
- Pluteus ephebeus (Fr.) Gillet 1876
- Pluteus escharites (Berk. & Broome) Sacc. 1887
- Pluteus espeletiae Singer 1962
- Pluteus eucryphiae Singer 1969
- Pluteus eugraptus (Berk. & Broome) Sacc. 1887
- Pluteus eupigmentatus Singer 1959
- Pluteus excentricus Velen. 1921
- Pluteus exiguus (Pat.) Sacc. 1887
- Pluteus exilis Singer 1989
- Pluteus extremiorientalis E.F. Malysheva & Malysheva 2014
- Pluteus fallax Singer 1959
- Pluteus fastigiatus Singer 1952
- Pluteus favrei Antonín & Škubla 2000
- Pluteus fayodii Damblon, Darimont & Lambinon 1959
- Pluteus fenghuangensis Z.S. Bi 1997
- Pluteus fenzlii (Schulzer) Corriol & P.-A. Moreau 2007
- Pluteus fernandezianus Singer 1959
- Pluteus ferrugineus Henn. & E. Nyman 1899
- Pluteus fibrillosus Murrill 1917
- Pluteus fibrillosus Rick 1938
- Pluteus fibulatus Singer 1952
- Pluteus flammipes E. Horak 1964
- Pluteus flavipes Petch 1924
- Pluteus flavobrunneus J. Favre 1960
- Pluteus flavofuligineus G.F. Atk. 1902
- Pluteus flavomarginatus Petch 1922
- Pluteus fleischerianus Henn. 1899
- Pluteus floccifer Boud. 1902
- Pluteus floccipes Ševčíková & Borov. 2015
- Pluteus floridanus Murrill 1943
- Pluteus fluminensis Singer 1959
- Pluteus fragilis Beeli 1928
- Pluteus fraxineus Velen. 1929
- Pluteus fuligineovenosus E. Horak 1964
- Pluteus fuliginosus Murrill 1917
- Pluteus fulvobadius Murrill 1917
- Pluteus fusconigricans (Berk. & Broome) Sacc. 1887
- Pluteus giganteus Massee 1896
- Pluteus glabrescens Murrill 1917
- Pluteus glaucotinctus E. Horak 1977
- Pluteus glaucus Singer 1962
- Pluteus globiger Singer 1952
- Pluteus glutinosus Singer 1989
- Pluteus glyphidiatus (Berk. & Broome) Sacc. 1887
- Pluteus godeyi Gillet 1876
- Pluteus goossensiae Beeli 1928
- Pluteus grandineus (Berk. & Broome) Sacc. 1887
- Pluteus grandis Peck 1906
- Pluteus granularis Peck 1885
- Pluteus griseobrunneus Murrill 1917
- Pluteus griseodiscus Jiang Xu & T.H. Li 2015
- Pluteus griseoluridus P.D. Orton 1984
- Pluteus griseoroseus Beeli 1928
- Pluteus halonatus Menolli, Justo & Capelari 2015
- Pluteus harrisii Murrill 1911
- Pluteus haywardii Singer 1956
- Pluteus henningsii Sacc. & Trotter 1912
- Pluteus heterocystis P. Banerjee & Sundb. 1993
- Pluteus heteromarginatus Justo 2011
- Pluteus hiatulus Romagn. 1953
- Pluteus hibbettii Justo, E.F. Malysheva & Bulyonk. 2014
- Pluteus hiemalis Singer 1959
- Pluteus hirtellus Desjardin & B.A. Perry 2018
- Pluteus hispidilacteus E. Horak 2008
- Pluteus hispidulopsis Menolli, Justo & Capelari 2015
- Pluteus hispidulus (Fr.) Gillet 1876
- Pluteus hololeucus Singer 1956
- Pluteus homolae Minnis & Sundb. 2010
- Pluteus hongoi Singer 1989
- Pluteus horakianus Rodr.-Alcánt. 2009
- Pluteus horridilamellus S. Ito & S. Imai 1940
- Pluteus horridus Singer 1973
- Pluteus hylaeicola Singer 1989
- Pluteus iguazuensis Singer 1956
- Pluteus inconspicuus E. Horak 2008
- Pluteus inflatus Velen. 1921
- Pluteus inocybecystis A.N. Petrov 1983
- Pluteus inocybirimosus E. Horak 1964
- Pluteus inquilinus Romagn. 1979
- Pluteus insidiosus Vellinga & Schreurs 1985
- Pluteus izurun Arrillaga & Justo 2014
- Pluteus jamaicensis Murrill 1911
- Pluteus kajanensis P. Karst. 1903
- Pluteus karstedtiae Menolli, Justo & Capelari 2015
- Pluteus keissleri Singer 1929
- Pluteus kobayasii Hongo 1976
- Pluteus kovalenkoi E.F. Malysheva 2014
- Pluteus kuthanii Singer 1989
- Pluteus laetifrons (Berk. & M.A. Curtis) Sacc. 1887
- Pluteus laetus Singer 1959
- Pluteus laevis Velen. 1947
- Pluteus laricinus P. Banerjee & Sundb. 1993
- Pluteus latifolius Murrill 1917
- Pluteus leaianus (Berk. ex Cooke) Singer 1973
- Pluteus leoninus (Schaeff.) P. Kumm. 1871
- Pluteus lepiotiformis Murrill 1917
- Pluteus leptonia Rick 1938
- Pluteus leucoborealis Justo, E.F. Malysheva, Bulyonk. & Minnis 2014
- Pluteus leucocyanescens Singer 1973
- Pluteus lilacinus (Sacc.) Singer 1961
- Pluteus liliputianus E.F. Malysheva & Malysheva 2019
- Pluteus lipidocystis Bonnard 1986
- Pluteus liquescens (Cooke) Mussat 1901
- Pluteus longipes Murrill 1917
- Pluteus longistriatus (Peck) Peck 1885
- Pluteus losulus Justo 2011
- Pluteus luctuosus Boud. 1905
- Pluteus ludovicianus Murrill 1917
- Pluteus ludwigii Ferisin, Justo & Dovana 2019
- Pluteus luteomarginatus Rolland 1890
- Pluteus luteostipitatus C.K. Pradeep & K.B. Vrinda 2008
- Pluteus luteus (Redhead & B. Liu) Redhead 1984
- Pluteus machidae S. Ito & S. Imai 1940
- Pluteus macrosporus Henn. 1899
- Pluteus macrosporus S. Imai 1938
- Pluteus maculosipes Singer 1962
- Pluteus magnus McClatchie 1897
- Pluteus major Singer 1989
- Pluteus mammifer Romagn. 1979
- Pluteus mammillatus (Longyear) Minnis, Sundb. & Methven 2006
- Pluteus marmoratus (Berk. & Broome) Sacc. 1887
- Pluteus martinicensis Singer & Fiard 1983
- Pluteus melanodon Sacc. 1887
- Pluteus melanopotamicus Singer 1989
- Pluteus melanurus (Cooke & Massee) Pegler 1965
- Pluteus melleipes Murrill 1917
- Pluteus melleus Murrill 1917
- Pluteus meridionalis Menolli & Capelari 2014
- Pluteus mesosporus Singer 1962
- Pluteus methvenii Minnis & Justo 2014
- Pluteus metrodii Malençon & Bertault 1970
- Pluteus microspermus E. Horak 2008
- Pluteus microsporus (Dennis) Singer 1956
- Pluteus minimus (Henn.) Sacc. & P. Syd. 1902
- Pluteus minor (Singer) Singer 1973
- Pluteus minor G. Stev. 1962
- Pluteus minutus Pat. 1913
- Pluteus montellicus Sacc. 1887
- Pluteus mucidolens (Berk.) Cooke 1891
- Pluteus mucidolens (Berk.) Cooke ex Mussat 1901
- Pluteus multiformis Justo, A. Caball. & G. Muñoz 2011
- Pluteus multistriatus Murrill 1911
- Pluteus muscorum (Cleland) E. Horak 1980
- Pluteus myceniformis Murrill 1917
- Pluteus nanellus Murrill 1917
- Pluteus nankungensis Z.S. Bi & T.H. Li 1997
- Pluteus nanus (Pers.) P. Kumm. 1871
- Pluteus necopinatus Menolli & Capelari 2015
- Pluteus neochrysaegis Menolli & de Meijer 2014
- Pluteus neophlebophorus Singer 1959
- Pluteus neotropicalis Rodr.-Alcánt. 2008
- Pluteus nevadensis Rodr.-Alcánt. 2010
- Pluteus nigrolineatus Murrill 1939
- Pluteus nigropallescens Singer 1962
- Pluteus nigroviridis Babos 1983
- Pluteus nitens Pat. 1898
- Pluteus niveus Murrill 1917
- Pluteus nothofagi E. Horak 1964
- Pluteus nothopellitus Justo & M.L. Castro 2007
- Pluteus occultus Sacc. & Traverso 1911
- Pluteus ochraceus E. Horak 1964
- Pluteus okabei S. Ito & S. Imai 1940
- Pluteus oligocystis Singer 1959
- Pluteus opponendus (Britzelm.) Sacc. 1887
- Pluteus oreibatus Justo 2014
- Pluteus orestes Vellinga & Justo 2014
- Pluteus ortonii M. Kaur & Yadw. Singh 2014
- Pluteus osornensis E. Horak 1964
- Pluteus padanilus Justo & C.K. Pradeep 2014
- Pluteus pallidocervinus Murrill 1917
- Pluteus pallidus Homola 1973
- Pluteus palumbinus (Berk.) Sacc. 1887
- Pluteus pantherinus Courtec. & M. Uchida 1991
- Pluteus paradoxus E. Horak 2008
- Pluteus paraensis Singer 1973
- Pluteus paucicystidiatus Menolli, Justo & Capelari 2015
- Pluteus pauperculus E. Horak 2008
- Pluteus pelinus (Berk. & Broome) Sacc. 1887
- Pluteus pellitus (Pers.) P. Kumm. 1871
- Pluteus perroseus E. Horak 1983
- Pluteus petasatus (Fr.) Gillet 1876
- Pluteus phaeocephalus Har. Takah. 2001
- Pluteus phaeocyanopus Minnis & Sundb. 2010
- Pluteus phaeoleucus E. Horak 1977
- Pluteus phaeus Massee 1899
- Pluteus phlebophoroides Henn. 1896
- Pluteus phlebophorus (Ditmar) P. Kumm. 1871
- Pluteus phlebophorus Cooke 1886
- Pluteus pilatii Velen. 1929
- Pluteus plautus (Weinm.) Gillet 1876
- Pluteus plautus Quél.
- Pluteus pluvialis Singer 1959
- Pluteus podospileus Sacc. & Cub. 1887
- Pluteus poliocnemis Kühner 1953
- Pluteus poliocnemis Kühner 1956
- Pluteus polycystis Singer 1959
- Pluteus pouzarianus Singer 1983
- Pluteus praerugosus Murrill 1920
- Pluteus praestabilis (Britzelm.) Sacc. 1887
- Pluteus primus Bonnard 1991
- Pluteus pseudeugraptus E. Horak 1964
- Pluteus pseudocervinus Wichanský 1963
- Pluteus pseudorobertii M.M. Moser & Stangl 1963
- Pluteus psichiophorus (Berk. & Broome) Sacc. 1887
- Pluteus puberulus Velen. 1921
- Pluteus pulcherrimus Ferisin & Dovana 2019
- Pluteus pulverulentus Murrill 1917
- Pluteus pulvinus (Berk. & Broome) Sacc. 1887
- Pluteus pumilus Murrill 1946
- Pluteus punctatus Wichanský 1972
- Pluteus purpureofuscus Jiang Xu, T.H. Li & Z.W. Ge 2015
- Pluteus pusillatus Fr. 1836
- Pluteus pusillulus Romagn. 1940
- Pluteus puttemansii Menolli & Capelari 2010
- Pluteus quercicola S. Lundell 1932
- Pluteus rangifer Justo, E.F. Malysheva & Bulyonk. 2014
- Pluteus raphaniodorus E. Horak 1964
- Pluteus readiarum G. Stev. 1962
- Pluteus reisneri Velen. 1921
- Pluteus reticulatus Murrill 1911
- Pluteus rhoadsii Murrill 1939
- Pluteus riberaltensis Singer 1959
- Pluteus ricardii Singer 1969
- Pluteus rimosellus Singer 1952
- Pluteus rimosoaffinis Singer 1956
- Pluteus rimosus Murrill 1911
- Pluteus riograndensis Singer 1954
- Pluteus robertii (Fr.) P. Karst. 1879
- Pluteus romellii (Britzelm.) Sacc. 1895
- Pluteus roseipes Höhn. 1902
- Pluteus roseoalbus (Hornem.) Gillet 1876
- Pluteus roseocandidus G.F. Atk. 1909
- Pluteus rubrotomentosus Singer 1959
- Pluteus rufescens Herp. 1912
- Pluteus rugosidiscus Murrill 1917
- Pluteus rugososulcatus Singer 1959
- Pluteus sabulosus E. Horak 2008
- Pluteus salicinus (Pers.) P. Kumm. 1871
- Pluteus salmoneus Sathe & S.M. Kulk. 1981
- Pluteus sancti-xaverii Singer 1959
- Pluteus sandalioticus Contu & Arras 2001
- Pluteus sapiicola Singer 1959
- Pluteus satur Kühner & Romagn. 1956
- Pluteus saupei Justo & Minnis 2011
- Pluteus scruposus Henn. 1900
- Pluteus semibulbosus (Lasch) Quél. 1875
- Pluteus sensitivus Rick 1930
- Pluteus sepiicolor E.F. Malysheva 2014
- Pluteus septocystidiatus Ševčíková, Antonín & Borov. 2014
- Pluteus sergii Singer 1959
- Pluteus sericeomarginatus Beeli 1928
- Pluteus shikae Justo & E.F. Malysheva 2014
- Pluteus silentvalleyanus C.K. Pradeep & K.B. Vrinda 2008
- Pluteus similis E. Horak 2008
- Pluteus spegazzinianus Singer 1952
- Pluteus spilopus (Berk. & Broome) Sacc. 1887
- Pluteus spinosae Velen. 1939
- Pluteus spinulosus Murrill 1917
- Pluteus spurius E.F. Malysheva & Malysheva 2019
- Pluteus squamosidiscus Murrill 1917
- Pluteus squamosopunctus E. Horak 1964
- Pluteus stenotrichus Justo, Battistin & Angelini 2012
- Pluteus stephanobasis Singer 1959
- Pluteus sterili-marginatus Peck 1885
- Pluteus sternbergii Velen. 1921
- Pluteus straminellus Rick 1961
- Pluteus straminiphilus Wichanský 1968
- Pluteus striatocystis Pegler 1977
- Pluteus stylobates Velen. 1921
- Pluteus subantarcticus E. Horak 2008
- Pluteus subatratus J. Favre 1960
- Pluteus subcervinus (Berk. & Broome) Sacc. 1887
- Pluteus subfibrillosus Singer 1956
- Pluteus subgriseibrunneus Murrill 1945
- Pluteus sublaevigatus (Singer) Menolli & Capelari 2010
- Pluteus submarginatus E. Horak 1964
- Pluteus subminutus Singer 1959
- Pluteus subnanus Henn. & E. Nyman 1899
- Pluteus subspinulosus E. Horak 1964
- Pluteus substigmaticus Singer 1959
- Pluteus sulcatus Singer 1952
- Pluteus sulphureus Velen. 1921
- Pluteus suzae Velen. 1939
- Pluteus tenebromarginatus G. Corriol 2020
- Pluteus tenuiculus Quél. 1880
- Pluteus tephrostictus (Berk. & M.A. Curtis) Sacc. 1887
- Pluteus termitum Henn. 1904
- Pluteus terrestris Velen. 1947
- Pluteus terricola E. Horak 2008
- Pluteus thoenii Menolli & Minnis 2014
- Pluteus thomensis Desjardin & B.A. Perry 2018
- Pluteus thomsonii (Berk. & Broome) Dennis 1948
- Pluteus tiliaceus Velen. 1921
- Pluteus tomentosulus Peck 1885
- Pluteus tortus Lloyd 1899
- Pluteus transitus M. Kaur & Yadw. Singh 2014
- Pluteus treubianus Henn. & E. Nyman 1899
- Pluteus triplocystis Singer 1973
- Pluteus tucumanus Singer 1952
- Pluteus ugandensis Pegler 1977
- Pluteus umbonatus Lloyd 1899
- Pluteus umbrinellus (Sommerf.) Gillet 1876
- Pluteus umbrinidiscus Murrill 1917
- Pluteus umbrinoalbidus Singer 1954
- Pluteus umbrosoides E.F. Malysheva 2016
- Pluteus umbrosus (Pers.) P. Kumm. 1871
- Pluteus unakensis Murrill 1917
- Pluteus variabilicolor Babos 1978
- Pluteus variipes Singer 1956
- Pluteus varzeicola Singer 1989
- Pluteus velatus Rick 1961
- Pluteus velutinornatus G. Stev. 1962
- Pluteus velutinus C.K. Pradeep, Justo & K.B. Vrinda 2012
- Pluteus venosus Singer 1959
- Pluteus verae-crucis Cifuentes & Guzmán 1981
- Pluteus veronicae G. Stev. 1962
- Pluteus verruculosus S. Ito & S. Imai 1940
- Pluteus villosus Quél. 1888
- Pluteus violarius (Massee) Sacc. 1887
- Pluteus viscidulus Singer 1952
- Pluteus washingtonensis Murrill 1917
- Pluteus wehlianus (F. Muell.) Sacc. 1887
- Pluteus whiteae Murrill 1917
- Pluteus xanthopus Singer 1959
- Pluteus xylophilus (Speg.) Singer 1951
- Pluteus yungensis Singer 1959